# Мамашкино
Мамашкино — деревня в Великолукском районе Псковской области России. Входит в состав сельского поселения «Пореченская волость».
Расположена восточнее Пореченского озера, в 32 км к югу от райцентра Великие Луки и в 4 км к северо-востоку от волостного центра Поречье.

## Население
Численность населения деревни по состоянию на 2000 год составляла 5 жителей, на 2010 год — 1 житель.